# USS Mississippi (BB-23)
Pour les autres navires du même nom, voir USS Mississippi.
L'USS Mississippi (BB-23) est un cuirassé mis en service en 1908 dans l'United States Navy. Navire de tête de la classe Mississippi, il passe la majorité de sa carrière dans l'Atlantic Fleet. En 1914, il est vendu à la Marine royale grecque et renommé Kilkis ; il est coulé à Salamine par des Stukas allemands, le 23 avril 1941.